# L'Emprise (film, 1982)
Pour les articles homonymes, voir Emprise.
Pour plus de détails, voir Fiche technique et Distribution.
L'Emprise (The Entity) est un film américain réalisé par Sidney J. Furie, sorti en 1982.
Il s’agit de l’adaptation du roman américain The Entity de Frank De Felitta (1978), qui en est également scénariste.

## Synopsis
Carla Moran (Barbara Hershey) voit son quotidien bouleversé lorsqu'une entité invisible la tourmente et la viole à plusieurs reprises, la laissant marquée physiquement. Des psychiatres se penchent sur son cas, puis, devant le peu de résultats, des spécialistes des événements surnaturels (UCLA) tentent d'aider la jeune femme.

## Fiche technique
Sauf indication contraire, les informations mentionnées dans cette section peuvent être confirmées par la base de données cinématographiques IMDb,  présente dans la section « Liens externes ».
- Titre original : The Entity
- Titre français : L'Emprise
- Réalisation : Sidney J. Furie
- Scénario : Frank De Felitta, d'après son propre roman homonyme (1978)
- Musique : Charles Bernstein
- Décors : Charles Rosen
- Photographie : Stephen H. Burum
- Montage : Frank J. Urioste
- Production : Harold Schneider
- Coproduction : Michael Leone et Andrew Pfeffer
- Société de production : American Cinema International
- Société de distribution : 20th Century Fox
- Pays de production :  États-Unis
- Langue originale : anglais
- Format : couleur - 2,35:1 - Dolby - 35 mm
- Genre : horreur
- Durée : 125 minutes
- Dates de sortie :
  - Suède : 20 octobre 1982 (avant-première mondiale)
  - États-Unis : 4 février 1983
  - France : 23 février 1983
- Film interdit aux moins de 12 ans lors de sa sortie en France

## Distribution
- Barbara Hershey (VF : Elisabeth Wiener) : Carla Moran
- Ron Silver (VF : Hervé Bellon) : Phil Sneiderman
- David Labiosa (VF : Thierry Ragueneau) : Billy
- George Coe (VF : Gabriel Cattand) : le docteur Weber
- Margaret Blye (VF : Arlette Thomas) : Cindy Nash
- Jacqueline Brookes (VF : Paule Emanuele) : le docteur Cooley
- Richard Brestoff (VF : Denis Boileau) : Gene Kraft
- Michael Alldredge (VF : Claude Joseph) : George Nash
- Raymond Singer (VF : Marc François) : Joe Mehan
- Allan Rich (VF : William Sabatier) : le docteur Walcott
- Natasha Ryan (VF : Jackie Berger) : Julie
- Melanie Gaffin : Kim
- Alex Rocco (VF : Pierre Hatet) : Jerry Anderson
- Sully Boyar : M. Reisz
- Tom Stern : Woody Browne

## Production

### Tournage
Le tournage commence le 30 mars 1981 à Los Angeles.

### Musique
La musique du film est composé par Charles Bernstein.
Liste de pistes
1. Intro and Main Title (1:49)
2. Bath / Attack (1:31)
3. Beach Scene (1:05)
4. Iceberg (1:29)
5. Carla & Jerry (1:30)
6. Carla's Room Wrecked (1:55)
7. It Appears/The Entity (2:45)
8. Carla (2:40)
9. The Power (2:34)
10. Relentless Attack (1:27)
11. The Entity Lurks (1:29)
12. Helium Attack (1:25)
13. Mozart Source (2:23)
14. Glimmer of Hope (2:36)
15. Finale Carla Leaves House (1:25)
16. End Credits (2:28)
17. Attack Music Deconstructed (1:09)
18. Attack Music Reject (0:56)
19. Main Title Synth Version (1:39)

On reconnait également quelques chansons dans le film :
- Saturday Nite's All Right for Fighting, interprété par Elton John
- Tou Can't Have Me, interprété par Risky Shift
- Poor, Poor Pitiful Me, interprété par Linda Ronstadt

## Autour du film
- Le film s'inspire du cas Doris Bither (en) survenu en 1974 à Culver City, ville enclavée dans Los Angeles.
- Le cinéaste expérimental autrichien Peter Tscherkassky utilise à deux reprises les images de ce film, dans Outer Space et Dream Work.

## Distinctions

### Récompense
- Avoriaz 1983 : prix d'interprétation féminine pour Barbara Hershey

### Nomination
- Académie des films de science-fiction, fantastique et horreur 1984 : prix de la meilleure musique de film